# Epidendrum alfaroi
Epidendrum alfaroi är en orkidéart som beskrevs av Oakes Ames och Charles Schweinfurth. Epidendrum alfaroi ingår i släktet Epidendrum och familjen orkidéer. Inga underarter finns listade i Catalogue of Life.